# Adesmia ramosissima
Adesmia ramosissima är en ärtväxtart som beskrevs av Rodolfo Amando Philippi. Adesmia ramosissima ingår i släktet Adesmia och familjen ärtväxter. Inga underarter finns listade i Catalogue of Life.